# بلقاء بيضاء الجذع
بلقاء بيضاء الجذع أو البلقاء المبيضة أو الكجيبوت أو الكاجيبوت أو كايبوت  (الاسم العلمي:Melaleuca leucadendra) هو نوع من النباتات يتبع جنس البلقاء من الفصيلة الآسية. تم وصف هذا النوع من النبات علمياً لأول مرة من قبل كارولوس لينيوس سنة 1767.